# Iglesia de San Juan (Jamestown)
La Iglesia de San Juan (en inglés: Saint John's Church) es una iglesia anglicana en la isla Santa Elena y forma parte de la diócesis de Santa Helena. Está situado en la capital, Jamestown, en la parte alta de la ciudad.
La iglesia fue construida en 1862 y es similar en diseño a la catedral de San Pablo que fue construida en la década de 1850. Es uno de los muchos edificios catalogados (una designación para los edificios de mérito histórico o arquitectónico) en Jamestown.
Forma parte de la parroquia de la Iglesia de San Jacobo que también incluye las iglesias de Santa María en Briars y San Miguel en el Valle de Rupert.